# Арктичний паковий лід

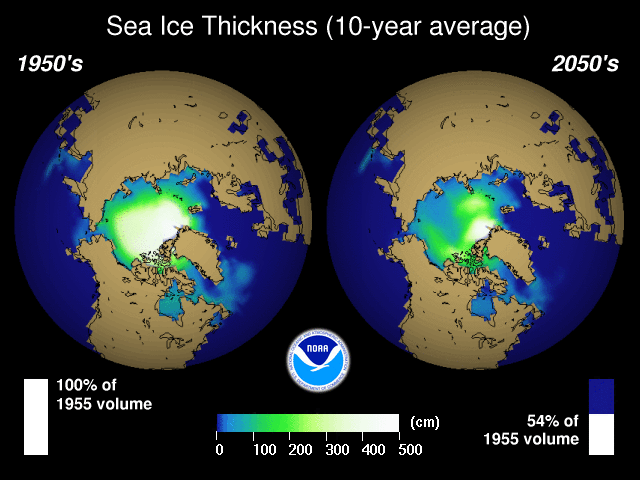
NOAA прогнозує зміни в Арктиці

Арктичний паковий лід — морський льодовий покрив Північного Льодовитого океану та його околиць. 
Площа арктичного льоду проходить регулярний сезонний цикл, під час якого лід тане навесні та влітку, досягає мінімуму приблизно в середині вересня, а потім збільшується восени та взимку. 
Літній льодовий покрив в Арктиці становить близько 50% зимового покриву. 

Частина льоду зберігається від року до року. 
На початок XXI сторіччя 28% морського льоду Арктичного басейну є багаторічним льодом, 

товщим, ніж сезонний лід: товщина до 3-4 м на великих площах, з торосами до 20 м завтовшки. 
Регулярний сезонний цикл є основною тенденцією зменшення морського льоду в Арктиці також за останні десятиліття.

## Кліматичне значення

### Ефекти енергетичного балансу
Морський лід має важливий вплив на тепловий баланс полярних океанів, оскільки він ізолює (відносно) теплий океан від набагато холоднішого повітря над ним, таким чином зменшуючи втрати тепла з океанів. 
Морський лід добре відбиває сонячне випромінювання, відбиваючи близько 60% вхідного сонячного випромінювання, коли він оголений, і близько 80%, коли покритий снігом. 
Це пов’язано зі зворотним зв’язком, відомим як ефект альбедо. 

Це набагато більше, ніж відбивна здатність моря (близько 10%), тому лід також впливає на поглинання сонячного світла поверхнею. 

### Гідрологічні ефекти
Обіг морського льоду також є важливим джерелом щільної (солоної) «придонної води». 
Коли морська вода замерзає, вона залишає більшу частину вмісту солі. 
Поверхнева вода, що залишилася, стає щільною через додаткову солоність, занурюється й утворює щільні водні маси, такі як Північноатлантичні глибинні води. 
Таке виробництво щільної води має важливе значення для підтримки термогалінної циркуляції, а точне представлення цих процесів є важливим у моделюванні клімату.

### Льодовий язик Одден
В Арктиці ключовою територією, де млинцевий лід є домінуючим типом льоду в усьому регіоні, є так званий льодовий язик Одден у Гренландському морі. 
Одден (норвезьке слово означає мис) зростає на схід від основної крайки льоду Східної Гренландії в районі 72–74° N на схід від Східногренландської течії на цій широті. 
Велика частина старого льоду рухається на південь під дією вітру, тому оголюється холодна відкрита водна поверхня, на якій у бурхливому морі утворюється новий лід у вигляді фразилу та млинця.